# Heinz Heinrichs (Maler)
Heinz Heinrichs (* 26. April 1886 in Aachen; † 1957 in Berlin) war ein deutscher Landschaftsmaler der Düsseldorfer Schule.

## Leben und Wirken
Nach seiner Schulzeit in Aachen begann Heinrichs sein Studium der Malerei zunächst an der Kunstgewerbeschule Aachen in der Klasse von Eugène Klinckenberg, wechselte aber alsbald zur Düsseldorfer Kunstakademie, die ihn maßgeblich prägte. Er vertiefte seine Ausbildung durch Studien in Berlin bei Olof Jernberg und in Paris sowie durch zahlreiche Studienreisen in viele Länder Europas. Anschließend ließ er sich in seiner Heimatstadt Aachen nieder, wo er 1921 zum langjährigen Vorsitzenden des Aachener Künstlerbundes gewählt wurde. Durch zwei Gemeinschaftsausstellungen mit bekannten Malerpersönlichkeiten in den Jahren 1923 und 1933 sowie durch mehrere Einzelausstellungen unter anderem im Reiff-Museum wurde man auf Heinrichs aufmerksam. Der Aachener Kunsthistoriker Ernst Günther Grimme schrieb dazu im Ausstellungskatalog des Reiff-Museums, dass „es ihm [Heinrichs] gelungen ist, sich im Kreise der rheinischen Maler durchzusetzen und eine hervorragende Stellung einzunehmen. Auch im Ausland ist man längst auf ihn aufmerksam geworden, besonders in Paris werden seine Arbeiten von der Kritik sehr geschätzt.“
Heinrichs spezialisierte sich vor allem auf die Landschaftsmalerei, hier im Besonderen auf Ansichten aus der Eifel und der Aachener Region, er malte aber auch Stadtbilder, Porträts, wie des Kunstprofessors Max Schmid-Burgk, oder Selbstporträts beispielsweise als Offiziersanwärter 1916 während des Ersten Weltkrieges oder später um 1930 in seinem Aachener Atelier.
Die Werke Heinrichs befinden sich meist in privater Hand, ein repräsentativer Teil von mindestens 14 Bildern werden im Suermondt-Ludwig-Museum in Aachen aufbewahrt.
Nach dem Tod Heinrichs im Jahr 1957 in Berlin wurde fünf Jahre später die „Heinz Heinrichs Gedächtnis-Stiftung“ des Museumsvereins Aachen ins Leben gerufen, die als Stiftung des privaten Rechts ausschließlich unmittelbar gemeinnützige Zwecke verfolgt. Mit den Erträgen aus der Stiftung sollen sowohl die Werke Heinrichs gepflegt und Ausstellungen zugänglich gemacht als auch Bilder anderer Künstler erworben werden. Künstler, die im Kontext zu den Werken Heinrichs stehen, können mit Hilfe der Stiftung Reisestipendien und Studienförderung erhalten.